# Ross Brawn

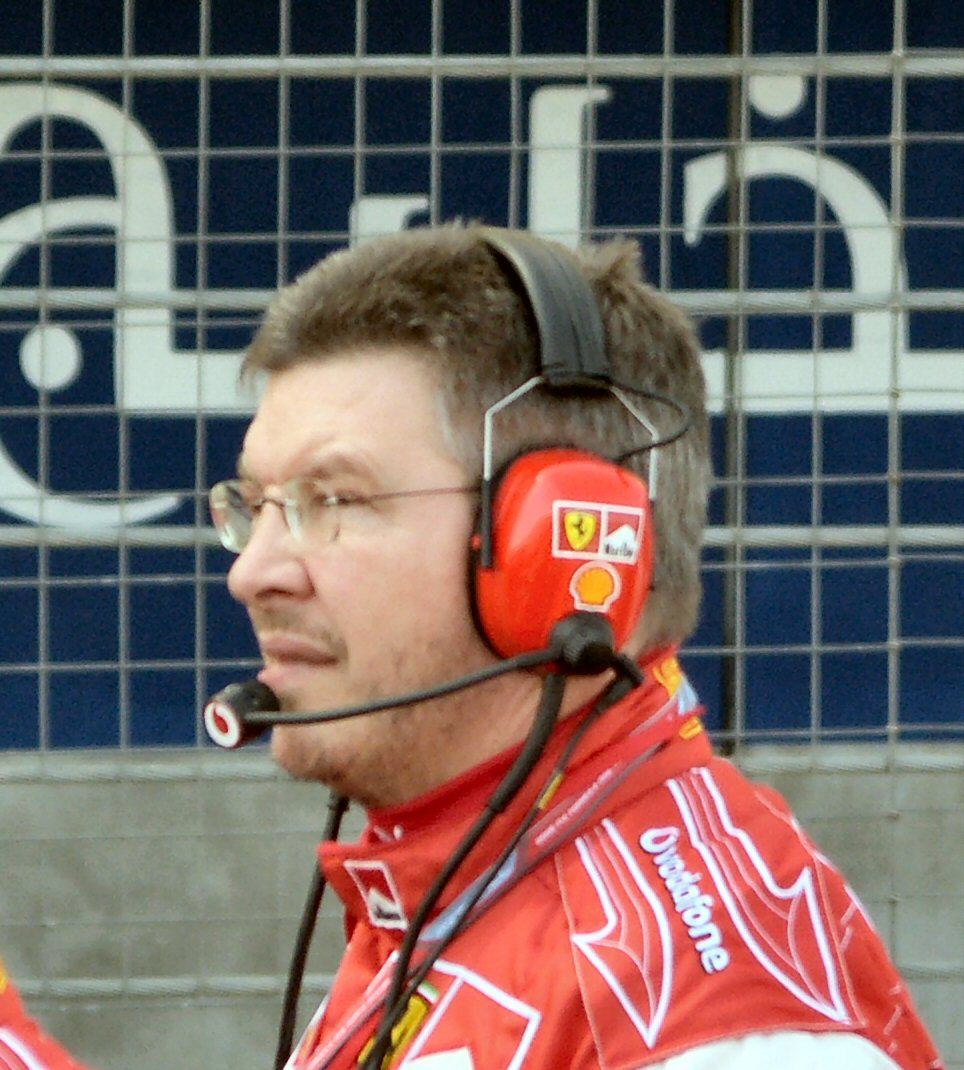
Ross Brawn, 2005

Ross James Brawn OBE (Manchester, 23 november 1954) is een Engelse autosporttechnicus en was eigenaar van zijn eigen Brawn GP Formule 1-team.
Brawn heeft voor een aantal Formule 1-teams gewerkt. Vroeg in zijn carrière werkte hij als hoofd aerodynamica bij verschillende teams, waaronder Williams. Later werkte hij als technisch manager samen met Michael Schumacher bij de teams van Benetton en Ferrari. Brawn wordt gezien als het grote tactische brein achter de successen van Schumacher. Aan het eind van het seizoen 2006 besloot Brawn zich voor een jaar terug te trekken uit de sport, om meer tijd te kunnen besteden aan zijn familie.
In 2008 keerde hij terug als technisch directeur van Honda. Vanwege slechte resultaten en de kredietcrisis besloot Honda echter te stoppen met de sport aan het eind van dit seizoen. Brawn, die in samenwerking met Honda echter al een ontwerp had gemaakt voor 2009, besloot daarop het team over te kopen en het om te dopen in Brawn GP.
Het ontwerp van Brawn bleek aan het begin van 2009 meteen succesvol. Jenson Button en Rubens Barrichello wisten meteen de eerste en tweede positie te behalen in de eerste Grand Prix van het seizoen. In 2009 konden ze samen 8 van de 17 wedstrijden winnen. Uiteindelijk kroonde Jenson Button zich tot wereldkampioen Formule 1 2009, werd Rubens Barrichello derde en werd Brawn GP kampioen bij de constructeurs.
Op 16 november 2009 maakt Mercedes-Benz bekend dat het een meerderheidsbelang heeft genomen in Brawn GP en gaat het team verder onder de naam: Mercedes Grand Prix. Ondanks de overname blijft Brawn aan als manager van het team.
Het seizoen van 2010 begint met een frisse start voor Mercedes GP. Brawn wist Duitser Nico Rosberg te strikken. Mede-landgenoot en zevenvoudig wereldkampioen, Michael Schumacher, keerde na een pauze van 3 jaar terug bij zijn vriend Brawn.
Eind 2013 verliet Ross Brawn het team van Mercedes. Paddy Lowe en Toto Wolff hebben hierna de taken van de Brit overgenomen.
In 2017 keerde Brawn terug in de Formule 1 als sportief directeur van de sport na de overname door Liberty Media.